# Разпадане на Османската империя
Разпадането на Османската империя е период през който от империя на три континента държавата се свива до границите на Анатолия и се трансформира в Република Турция.
То съвпада с Втората конституционна епоха (1908 – 1922), започнала след „Младотурската революция“ (3 юли 1908 г.) и обявяването от султана на връщане на конституцията от 1876 г. и повторното свикване на Османския парламент. Този акт бележи фактическото начало на разпада на Османската империя. Тази епоха е доминирана от политиците от Комитета за единство и прогрес и движението, което става известно под името „младотурци“.
Така Австро-Унгария се възползва от гражданското неподчинение в империята и през 1908 г. официално анексира Босненския вилает, но за да избегне война с османците, изтегля войските си от Новопазарски санджак – друга спорна територия между двете империи. По времето на последвалата Итало-турската война (1911 – 1912 г.) Османската империя губи Либия. В резултат Балканският съюз обявява война на империята. Със загубата си и в Балканската война, Османската империя губи балканските си територии с изключение на Източна Тракия. До 1914 г. Османската империя е изтласкана от почти всичките си европейски и северноафрикански територии. Все пак под неин контрол остават около 28 млн. души – 17 млн. в границите на днешна Турция, 3 млн. в Сирия, Ливан и Палестина и 2,5 млн. в Ирак. Други 5,5 млн. остават под номинално османско владичество на Арабския полуостров.
През ноември 1914 г. Империята се включва в Първата световна война, на страната на Централните сили и взима участие в „Близкоизточния театър“. Империята постига няколко важни победи в първите години на войната, като: битката при Галиполи и обсадата на Ел Кут, но има и загуби – катастрофалната Кавказка кампания срещу Русия.
През 1915 г. руско-кавказката армия продължава да напредва в Северна Анадола, подпомагана от османски арменци. Османското правителство започва депортиране и кланета над етническата арменска популация – събития които остават известни в историята под името Арменски геноцид. Арабското въстание, което започва през 1916 г., обръща хода на нещата в Близкия изток, където през първите две години на войната изглежда, че силите на империята имат надмощие. С подписването на „Мудроското примирие“ на 30 октомври 1918 г. се слага край на военните действия в Близкия изток. Последвалата окупация на Цариград и договора от Севър потвърждават разделянето на Османската империя.
Когато след Първата световна война и последните останки от Османската империя са ликвидирани със Севърския договор, съвременната територия на Турция също е разделена на части, някои от които са придадени на съседните Гърция и Армения, а други стават протекторат на някои от Великите сили като Великобритания, Италия и Франция. Окупацията на Цариград и Смирна води до създаването на „Турско национално движение“, което под ръководството на Кемал Ататюрк изтласкват гърците, французите, англичаните, италианците и арменците на няколко фронта. Султанската власт е отменена на 1 ноември 1922 г. и последният султан Мехмед VI напуска страната на 17 ноември 1922 г. С Лозанския от 1923 година е признато правото да бъде създадена турска република. На 29 октомври 1923 г. Великото национално събрание обявява създаването на Република Турция. Халифатът като религиозна институция останала от Империята е премахнат на 3 март 1924 г.